# Cricotopus fuscus
Cricotopus fuscus är en tvåvingeart som först beskrevs av Jean-Jacques Kieffer 1909.  Cricotopus fuscus ingår i släktet Cricotopus och familjen fjädermyggor. Arten har ej påträffats i Sverige. Inga underarter finns listade i Catalogue of Life.